# Parochodaeus duplex
Parochodaeus duplex es una especie de coleóptero de la familia Ochodaeidae.

## Distribución geográfica
Habita en Texas  (Estados Unidos).